# Rhyacophila uchidai
Rhyacophila uchidai är en nattsländeart som beskrevs av Kobayashi 1989. Rhyacophila uchidai ingår i släktet Rhyacophila och familjen rovnattsländor. Inga underarter finns listade i Catalogue of Life.